# Amédée Lynen

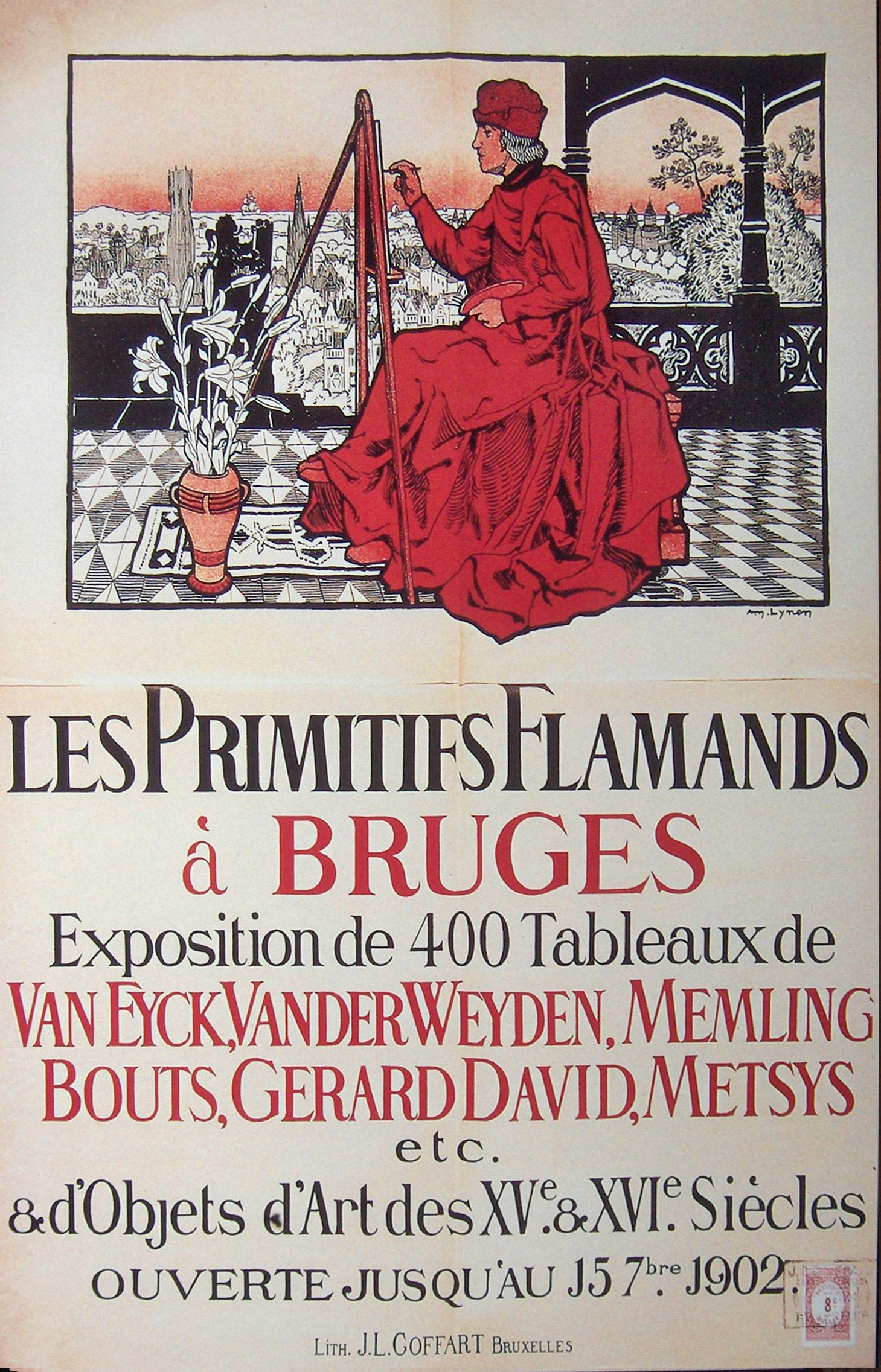
Cartel oficial para la Exposition des primitifs flamands en Brujas de 1902

Amédée Ernest Lynen (Saint-Josse-ten-Noode, 1852 – Bruselas, 1938), quién a menudo firmaba sus obras como Am. Lynen, fue un pintor, ilustrador y escritor belga. En 1880,  fue uno de los fundadores del grupo artístico L'Essor después de que se hubiese separado de la academia, y cofundó su sucesor Vierte l'Arte en 1892. En 1895,  fundó la "Compagnie du Diable-au-corps", una asociación artística que organizó sesiones de teatro y poesía, y que existió  hasta 1899. También publicó un diario satírico, Le Diable au Corps. En 1903, dos obras en papel fueron compradas por los Museos Reales de Bellas artes de Bélgica. En 1930, una exposición retrospectiva de sus obras fue organizada por el Cercle Artistique et Littéraire en el Vauxhall, Bruselas.

## Obras

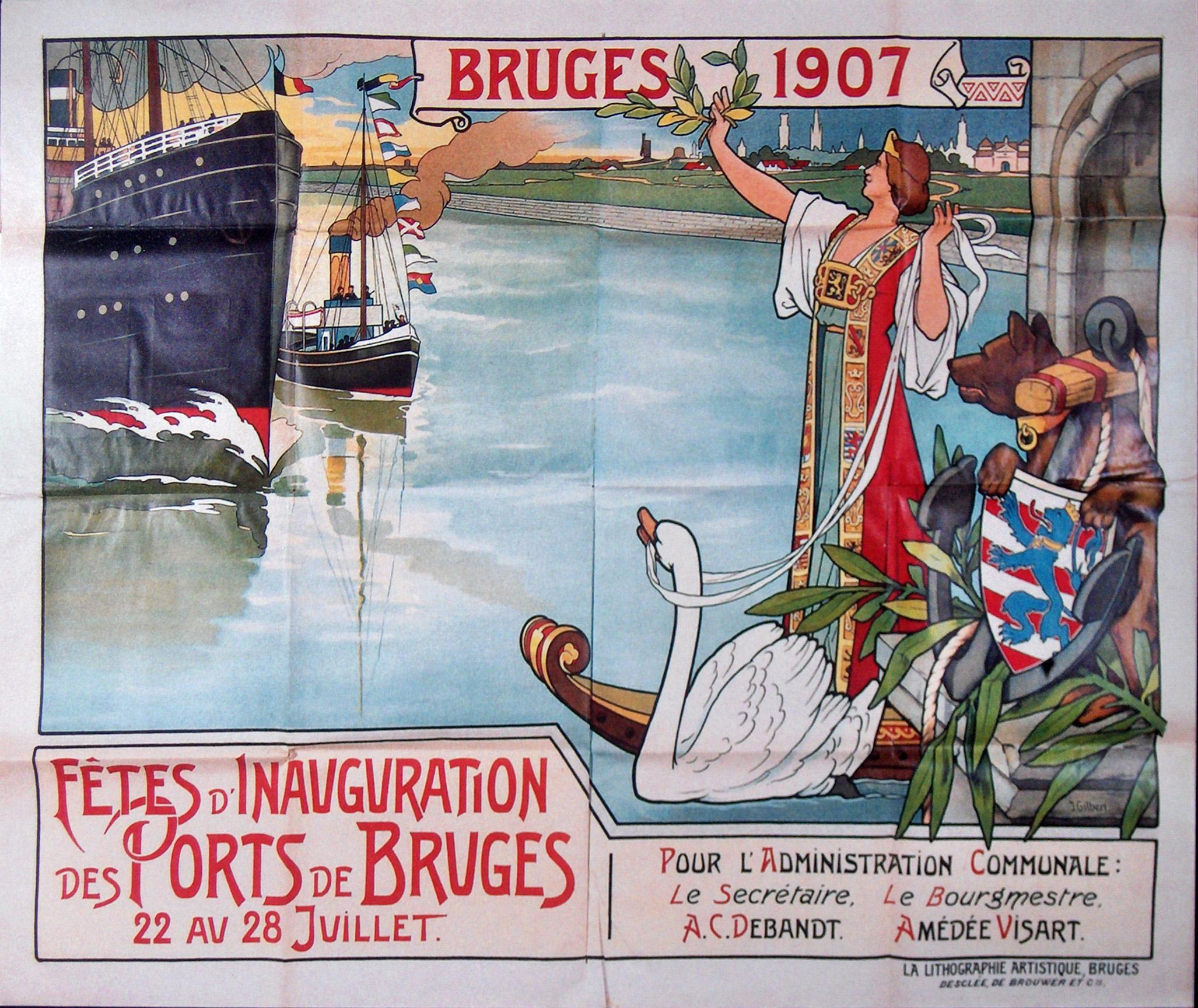
Cartel para la inauguración del Puerto de Bruges-Zeebrugge en 1907

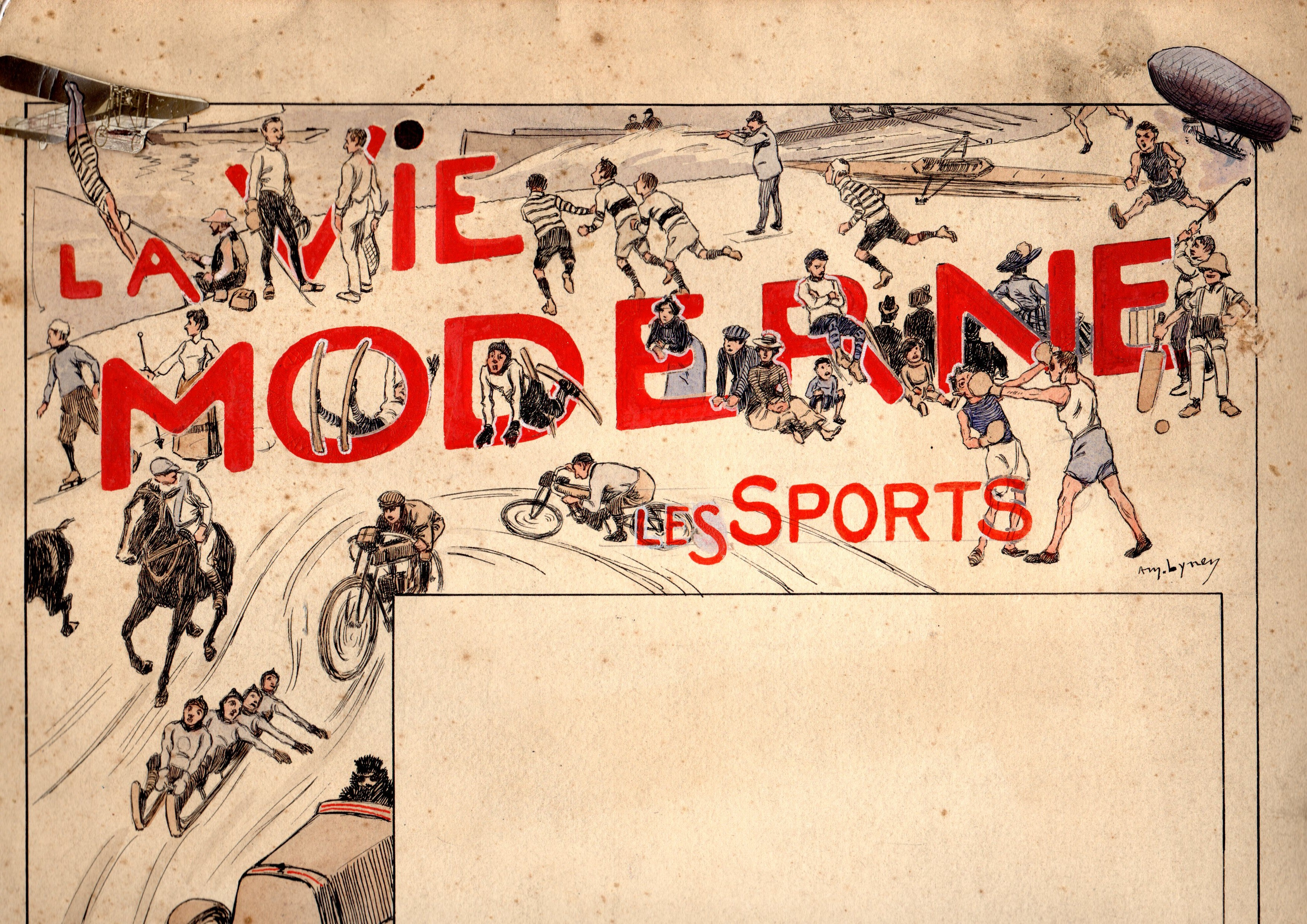
Diseño de Lynen para la cabecera de la revista La vie moderne Les sports

- Escribió e ilustró  Sébastien Vranckx, pintor de costumbres escaramuzas y combates peintre de moeurs escarmouches et combates (1901, publicado por Lamertin)
- Escribió e ilustró Le jaquemart de la tour du pré-rouge (1902, publicado por Lamertin)
- Escribió e ilustró L'Oeuvre de Maîtrise (1918, Goossens), con un prefacio por Georges Eekhoud
- El cartel para la Exposition des primitifs flamands à Bruges de 1902
- Carteles para exposiciones, espectáculos y festividades

### Ilustraciones para libros
Entre los muchas obras con uno o más ilustraciones de Lynen se puede citar: 
- Le Théâtrè à la Maison de Émile Leclercq
- La femme de Roland por Pierre Elzéar (1882, publicado por Kistemaeckers)
- Primera impresión de À vau-l'eau por Joris-Karl Huysmans (1882, publicado por Kistemaeckers)
- Contes érotico-philosophiques de Antoine Aimé Beaufort d'Auberval (1882, publicado por Kistemaeckers)
- Au Pays de Manneken-Pis de Theodore Hannon  (1883, publicado por Kistemaeckers)
- Le cheveu, conte moral, de Simon Coiffier de Moret (1883, publicado por Kistemaeckers)
- Noëls fin-de-siècle de Theodore Hannon  (1892)
- Guide de la section de l'état indépendant du Congo à l'exposition de Bruxelles-Tervueren en 1897
- Les vertus bourgeoises de Henri Carton de Wiart (1912, Van Oest)
- Más de 250 ilustraciones para The Legend of Thyl Ulenspiegel an Lamme Goedzak (La Leyenda de Thyl Ulenspiegel y Lamme Goedzak) de Charles De Coster (1914, publicado por Lamertin)
- L'Enseignement Professionnel En Belgique, 1921